# Honeybee Robotics
Honeybee Robotics Spacecraft Mechanisms Corporation és una empresa de tecnologia i robòtica de naus espacials amb seu a Brooklyn, Nova York, amb oficines a Pasadena, Califòrnia i Longmont, Colorado. Va ser fundada el 1983 per Stephen Gorevan i Chris Chapman. El juny de 2017, Honeybee Robotics va ser adquirida per Ensign-Bickford Industries

## Productes
Honeybee té especial experiència en desenvolupar i operar petites eines mecàniques utilitzades en missions de Mart. Alguns dels dispositius robòtics que ha desenvolupat i demostrat amb èxit a Mart inclouen:
- Els instruments de l'eina per a l'abrasió de roques utilitzats en els dos Mars Exploration Rovers, Spirit i Opportunity[7]
- El dispositiu d'adquisició de sòls gelats o pel seu nom en anglès Icy Soil Acquisition Device (ISAD), de vegades anomenat "Phoenix Scoop",[8] una eina de terra i una eina de mostreig de gel amb precisió es va demostrar amb èxit en la missió de Mart de la Phoenix Lander de 2008
- El sistema de manipulació de mostres i l'eina d'eliminació de pols utilitzada en la missió Laboratori de Ciència, que va aterrar a l'agost de 2012[9]

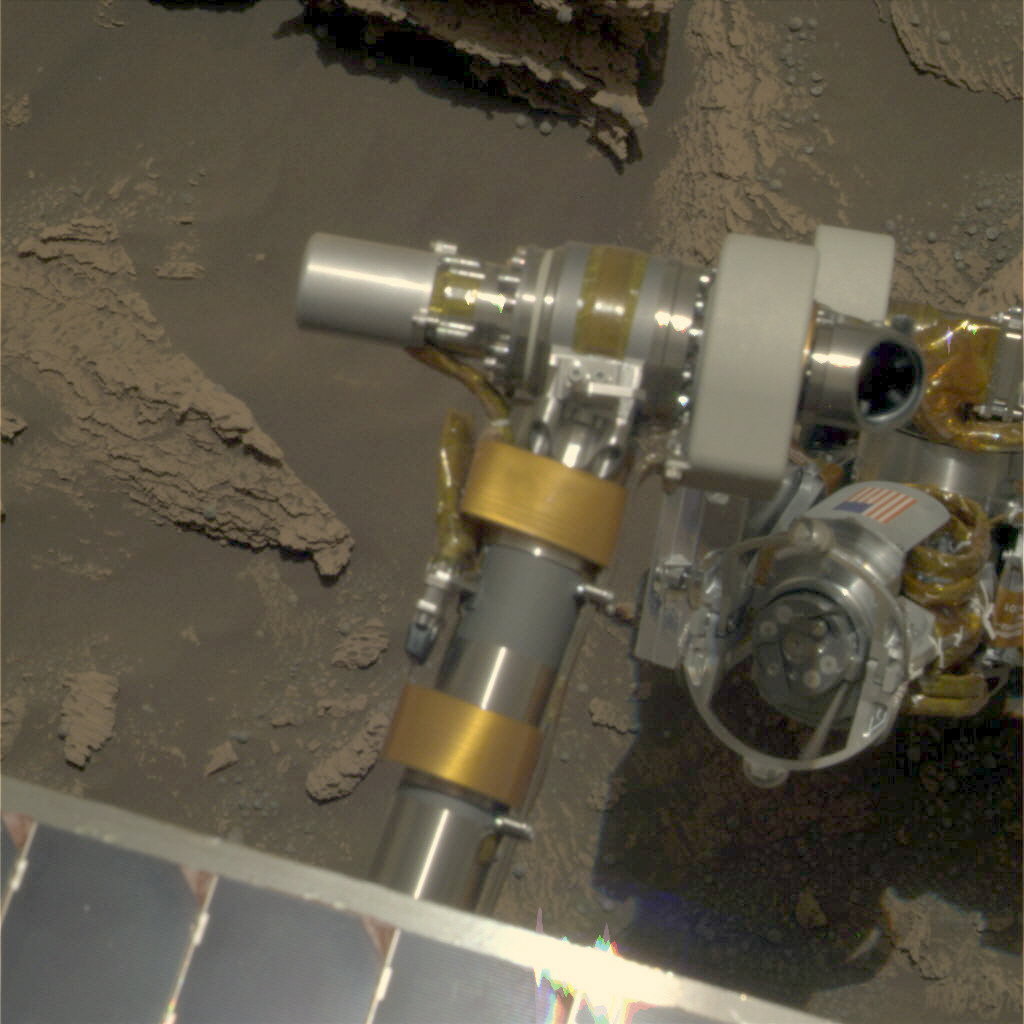
El Honeybee Eina d'Abrasió de Rock de Robòtica (RATA) en el Mart d'Oportunitat Rover.

A més a més, estan desenvolupant eines per viure i treballar a la Lluna com a part del programa Constellation de la NASA.
Honeybee ha desenvolupat sistemes per a missions a Mart, Venus, la Lluna, dues llunes jovianes, i el retorn de mostres d'asteroides i cometes, entre d'altres. Han treballat amb Bigelow Aerospace per desenvolupar un disseny preliminar per a un mecanisme de desplegament d'un conjunt solar que s'utilitzaria en els panells solars del seu hàbitat espacial inflable Genesis. Els projectes terrestres inclouen mecanismes, instal·lacions i sistemes de desenvolupament per a una àmplia gamma de clients, entre ells, Con Edison, la Marina dels EUA, Coca-Cola, Nike, i els arquitectes Diller Scofidio + Renfro.